# 640-е годы до н. э.
640-е (шестьсо́т сороковы́е) го́ды до на́шей э́ры по пролептическому юлианскому календарю — промежуток времени с 1 января 649 года до н. э. по 31 декабря 640 года до н. э., включающий с 649 по 641 годы 6-го десятилетия  и 640 год 7-го десятилетия VII века 1-го тысячелетия до н. э. Им предшествовали 650-е годы до н. э., за ними следовали 630-е годы до н. э. Они закончились 2665 лет назад.

## Важнейшие события
- Ассирийский царь Ашшурбанапал основывает библиотеку, в которой была найдена старейшая полная копия «Эпоса о Гильгамеше».
- 649 до н. э. — Индабигаш наследует от Таммариту царский трон Элама.
- 649 до н. э. — вавилонское восстание при Шамаш-шум-укине подавлено ассирийцами.
- 649 до н. э. — 11-й год по эре правления луского князя Си-гуна[1].
- Летом луский князь и его жена Цзян встречались с циским князем в Ян-гу (местность в Ци)[2].
- В 7 луне в Лу приносили жертву для испрошения дождя[2].
- Зимой чусцы воевали против Хуан[3].
- Чжоуский наследник Шу-дай призвал жунов и ди напасть на Чжоу. Шу-дая хотели казнить, но он бежал в Ци[4] (по гл.32, он бежал в Ци в 647 г.[5]).
- Циньцы, помогая чжоускому вану, напали на жунов, и те ушли[6].
- Циньский Му-гун захватил город Линцю[7].
- Чжоуский ван послал Шао-гуна Го оказать почести цзиньскому князю, но тот держался высокомерно, и Шао-гун высмеял его[8].
- Наложница чжэнского гуна Янь-цзи увидела во сне, что Небо (прародитель Бо-тяо) дарит ей орхидеи. Когда она родила сына, его назвали Лань («Орхидея») — будущий Му-гун[9].
- (по датировке «Ши бэнь») — умер некий правитель Малого Ци, на престол взошёл У-гун (эра правления 648—631)[10].
- Согласно «Тай пин юй лань», в Лиян шёл дождь из золота[11].
- 648 до н. э. — панкратион включается в программу Античных Олимпийских игр.
- 6 апреля, 648 до н. э. — первое зафиксированное в древнегреческих хрониках солнечное затмение.
- 647 до н. э. — ассирийский царь Ашшурбанапал подвергает разграблению Сузы.
- 642 до н. э. — Анк Марций становится царём Древнего Рима.
- 640 до н. э. — победа Ассирии над Эламом.